# Das Urteil (Manfred Gregor)
Das Urteil ist ein Roman von Manfred Gregor aus dem Jahre 1960, der vom Verlag Kurt Desch veröffentlicht wurde. Er ist der zweite Roman Gregors nach seinem Debüt Die Brücke. 1961 folgte eine Verfilmung von Gottfried Reinhardt unter dem Namen Stadt ohne Mitleid mit Kirk Douglas und Christine Kaufmann in den Hauptrollen.

## Inhalt
Die 16-jährige Karin Steinhoff wird von vier amerikanischen Soldaten vergewaltigt, was einen improvisierten Militärgerichtsprozess in einer deutschen Kleinstadt im Jahre 1958 zur Folge hat. Das Mädchen wird dabei unweigerlich zum Spielball der Interessen der amerikanischen Militärjustiz, der Öffentlichkeit und der eigenen Familie. Obwohl Karin den zermürbenden Prozess durch das Kreuzverhör des amerikanischen Strafverteidigers, Captain Stefan Korneff, der vier Täter übersteht, zwingt sie der nachfolgende familiäre Zwist in den Freitod.
Das Urteil kommentiert eine fragwürdige Nachkriegsgesellschaft, welche angesichts der Vergewaltigung einer noch minderjährigen Mitbürgerin voyeuristische Züge annimmt. Nach der Widmung, „Dem besseren Verständnis zweier Völker gewidmet“, versucht der Roman einen Dialog zwischen Deutschen und Amerikanern und stellt die Gegensätze von Freund und Feind wie Besatzer und Partner gegenüber. Auch offenbart er die stumme Passivität, Anteilnahmslosigkeit und Neugierde einer Gesellschaft, die sie schon im Nationalsozialismus kennzeichnete. Der letzte Konfliktpunkt ist das Ausmaß des Ehrbegriffs in (groß-)bürgerlichen Verhältnissen.

## Zentrale Figuren des Romans
| Figur                  | Beschreibung |
| Karin Steinhoff        | Die Stieftochter eines Bürgermeisterkandidaten ist eine Figur, die sich aus dem Prinzip der Unschuld und der Märtyrerin zusammensetzt, es aber auch versteht, modern zu leben. Ihr Freitod resultiert nicht aus dem Druck des Kreuzverhörs im Strafprozess, das als zweite Vergewaltigung angesehen wird, sondern aus der üblen Nachrede der Stadtbevölkerung, dem Verstoß durch ihren Stiefvater und der Sinnlosigkeit, mit ihrem Freund Frank fliehen zu wollen. Sich als Ursprung für das ganze Geschehen sehend, opfert sie sich dem reißenden Fluss. Die im Roman ihr immer wieder zugeschriebenen Eigenschaften der Unschuld und die Grabrede des Pfarrers geben ihr jedoch die Absolution. |
| Captain Stefan Korneff | Der amerikanische Strafverteidiger soll die vier Angeklagten Burt Neykam, George Crotti, Jim Roger und Tom Bancroft im Prozess unterstützen. Er selbst verabscheut die vier Army-Soldaten dafür, dass sie das deutsche Mädchen vergewaltigt haben, deshalb sind seine Beweggründe, sie verteidigen zu müssen, pragmatisch und persönlich zugleich. Als Militäranwalt will Korneff seine Aufgabe erfüllen und die Höchststrafe nach amerikanischem Recht abwenden, die in den Vereinigten Staaten die Todesstrafe ist. Seine persönliche Absicht beruht auf der Verurteilung eines Mannes zum Tode. Als Staatsanwalt verhandelte er damals in den Staaten ebenfalls in der Sache einer Vergewaltigung und konnte seine Forderung auf Todesstrafe durchsetzen. Korneff war bei der Hinrichtung des Verurteilten zugegen. Er sah ihm ins Gesicht, als dieser im Angesicht des Todes in der Gaskammer betete. Damit wurde der Captain zum entschiedenen Gegner der Todesstrafe. Um diese bei seinen vier Mandanten zu verhindern, hofft Korneff darauf, dass Karin aus dem Prozess herausgehalten wird. Als dies nicht in Aussicht gestellt wird, ist er nur noch darauf aus, Karin durch das Kreuzverhör im Prozess so zu zermürben, dass sie nicht mehr in der Lage ist, Aussagen zu machen, um so aus Mangel an Tatsachen ein niedrigeres Strafmaß zu erreichen. Durch einen Bluff, ihr knapp hundert intime Fragen stellen zu wollen, die eventuell ihr Mitverschulden an der Vergewaltigung offenbaren, erreicht der Captain, selbst zermartert, sein Ziel, als das Mädchen während der Vernehmung zusammenbricht. Obwohl Captain Korneff und Karin in einer Gegenspieler-Beziehung zueinander stehen, gehen sie in einer letzten Begegnung in Frieden, Wohlwollen und Respekt auseinander, als der Captain vor dem Mädchen salutiert. Beide befrieden damit die im Roman aufgewühlte Beziehung zwischen Deutschen und Amerikanern, als aus einer gewissen Feindschaft Vergebung wird. |
| Dr. Samuel Goldstein   | Ein jüdischer Rechtsanwalt, der während der Shoah seine gesamte Familie verlor. Er ist ein Freund von Karl Steinhoff und sieht sich daher in der Pflicht, seiner Stieftochter Karin während des gesamten Prozesses beizustehen. Er scheitert jedoch an der Sturheit des Stiefvaters, sie aus dem Prozess herausnehmen zu wollen. Da das Verfahren ein Militärstrafgericht ist, darf Goldstein als ziviler Anwalt nicht intervenieren. Allerdings bleibt er eine stark aktive und wichtige Figur für den Roman. In einem Dialog mit Captain Korneff bittet Goldstein den Strafverteidiger darum, das Mädchen zu schonen, was dieser ablehnt. Zudem diskutieren sie die Beziehung zwischen Deutschen und Amerikanern. Goldstein mahnt, dass die Amerikaner ihre deutschen Freunde noch nicht als solche erkannt haben, obwohl sie es gemäß der Zeit im Roman im Jahre 1958 politisch schon sind. Der Captain wird von Goldstein so inspiriert, dass er einige Ansichten Goldsteins im Plädoyer verwendet. |
| Karl Steinhoff         | Er nahm Karin und ihre Mutter bei sich auf, als gewiss wurde, dass der leibliche Vater und Ehemann an der Front gefallen war. Er behandelte Karin stets wie seine eigene Tochter. Als sie vergewaltigt wird, wird damit auch seine Ehre verletzt, die nur durch die Todesstrafe der vier beschuldigten GIs wiederhergestellt werden könne. Als Karin als Opfer der Vergewaltigung in der Öffentlichkeit bekannt wird, steigert sich Steinhoff in einen Verfolgungswahn hinein und bildet sich die üble Nachrede seiner Mitbürger ein. Dies verleitet ihn dazu, sich gegenüber der Öffentlichkeit abweisend zu benehmen. Er weigert sich trotz der mehrmaligen Warnung vor den Folgen, Karin im Kreuzverhör zu verheizen, wo sie an seiner Stelle seine Ehre zu verteidigen hat. Als die vorehelichen Intimitäten mit Frank zutage kommen, verstößt Karl Steinhoff seine Stieftochter. |
| Frank Bernfeld         | Der 18-jährige Frank ist Karins Freund. Er ist der Sohn eines Dammbauingenieurs, der getrennt von der Familie in der Schweiz lebt und arbeitet. Frank eifert seinem Vater mit Fleiß nach. Als Karin vergewaltigt wird, versucht er sie zu retten, doch wird er bewusstlos zu Boden geschlagen. Karin lässt darauf die Vergewaltigung ohne Gegenwehr zu, um ihren Freund damit zu beschützen. Frank plagt seitdem ein schlechtes Gewissen gegenüber Karin. Die ans Tageslicht kommende voreheliche Beziehung des jugendlichen Paares wird von den Eltern der beiden mit Abneigung aufgenommen. Da Karin und Frank jeweils ein Umgangsverbot ausgesprochen bekommen, beschließt Frank, mit Karin durchzubrennen und in die Schweiz zu seinem Vater zu flüchten. Dafür räumt er sein Sparbuch in der Bank, was die Mutter für einen Akt des Diebstahls hält. Karin fühlt sich für Franks Verhalten verantwortlich, was zum Auslöser ihres Suizids wird. |

## Kritik
Obwohl sich Manfred Gregor mit Die Brücke bereits einen Namen gemacht hatte, begünstigten seine nächsten beiden Romane seinen Werdegang als Autor nicht. Dies prognostizierte in etwa auch Marcel Reich-Ranicki in seiner Kritik an Das Urteil. Er bescheinigte dem Roman eine gewisse Trivialität und gab auch zu verstehen, dass Gregor damit seine Chance als beständiger Romanautor verpasst habe.